# Avenida Francisco Javier Mariátegui
La avenida Francisco Javier Mariátegui es una avenida del distrito de Jesús María, en la ciudad de Lima, capital del Perú. Se extiende de este a oeste a lo largo de 17 cuadras, con sentido de circulación de este a oeste.

## Recorrido
Se inicia en la avenida Arenales, siguiendo el trazo de la calle Mariano Carranza en la urbanización Santa Beatriz.